# Nadeen Ashraf
Nadeen Ashraf (en árabe: نادين اشرف‎; 12 de marzo de 1998) es una activista feminista egipcia. Su uso de las redes sociales impulsó el movimiento #MeToo en Egipto. En 2020, fue incluida en la lista de la BBC de las 100 mujeres más influyentes del año.

## Biografía
Ashraf nació en El Cairo el 12 de marzo de 1998. Su padre es desarrollador de software y su madre nutricionista. La noche del 1 de julio de 2020, creó una cuenta en Instagram llamada @assaultpolice, que se convirtió en la primera plataforma pública que permitió a las mujeres egipcias tener voz en el movimiento #MeToo denunciado los abusos sexuales a los que eran sometidas.  
Ashraf, estudiante en esa fecha de Filosofía y Ciencias Políticas en la Universidad Americana en El Cairo, creó la cuenta de Instagram para denunciar el caso de Ahmed Bassam Zaki, un joven rico que acosaba sexualmente a mujeres en el campus y cuyos delitos quedaban impunes. Indignada con la situación, decidió identificar a este joven en Instagram con su nombre y foto para que fuera conocido. Tras la publicación, la cuenta @assaultpoli se llenó inmediatamente de mensajes de mujeres denunciando haber sido víctimas suyas.
A partir de ese momento la cuenta @assaultpolice se transformó y se convirtió en un espacio donde las egipcias que habían experimentado casos de violación y agresión sexual podían hacer públicas sus experiencias. Según un estudio de las Naciones Unidas del 2013, el 99% de las mujeres egipcias manifestaron ser supervivientes de agresión sexual, ya sea por acoso o violencia.
El caso de Ahmed Bassam Zaki llevó a organizaciones y figuras conocidas de Egipto, como la Mezquita de al-Azhar, a manifestarse públicamente en contra de la violación y la violencia sexual. En abril de 2021, el agresor fue condenado a ocho años de prisión por agredir sexualmente al menos a seis mujeres y chantajear a tres niñas menores de edad.
El contenido de la cuenta de Instagram @assaultpoli se ha extendido y sirve para expresar preocupaciones generales sobre violencia sexual, así como para educar y proporcionar recursos a mujeres. También ha impulsado otros movimientos, animado a otras mujeres a hablar públicamente en contra de los abusos sexuales y promovido el uso de las redes sociales para conseguir el cambio, como el de las estudiantes del Instituto Superior de Cine de Egipto, que abrieron la cuenta de Instagram @womenofcinemainstitute para recoger las denuncias de acoso sexual  en el centro.

## Reconocimientos
En 2020, Ashraf formó parte del listado de las 100 Mujeres de la BBC del año y recibió el premio Changemaker, otorgado por la ONG Equality Now.